# 오시마정 (도야마현)
오시마정(大島町)은 도야마현 이미즈군에 설치되었던 정이다. 현재의 이미즈시에 해당한다.

## 역사
1889년 정촌제 시행에 따라 현재의 정역 내 각 취락들이 합병하여 현재의 오시마정이 되었다. 이후에는 세세한 경계선 변경이 있었을 뿐 이미즈시가 될 때까지 다른 시정촌과의 합병은 이루어지지 않았다.
합병 시 중심취락의 이름 '소도(小島)'를 마을 이름으로 하려 하였으나 당시로서는 인구·면적이 모두 큰 부류였기 때문에 마을세 발전에 대한 염원도 담아 '소(小)'를 '대(大)'로 바꾸고 '대도마을'이라 하였다. 그러나 쇼가와 상류의 고카야마에 이미 오시마 촌(후의 히라무라 다이자 오시마, 현재의 미나미도 시 오시마)이 있는 것으로 밝혀져 마을의 시중꾼들이 술 한 말을 메고 고카야마의 오시마 촌을 찾아가 오시마 촌의 마을 이름을 물려받았다는 일화가 전해지고 있다
- 1889년 4월 1일 - 정촌제 시행으로 이미즈군 오시마촌이 성립하였다.
- 1969년 4월 1일 - 정으로 승격해 오시마정이 되었다.
- 2005년 11월 1일 - 신미나토시, 고스기정, 다이몬정, 시모촌과 합병해 이미즈시가 성립해 동일 오시마정은 폐지되었다.

## 교통

### 도로
- 국도 472호선